# Anund
Anund är ett fornnordiskt mansnamn från vikingatiden i Skandinavien. Betydelsen är oviss, eventuellt kan det härstamma från det fornnordiska Anda-wanduR, som betyder "vänd mot". Äldsta belägg i Sverige är från runstenar från 1000-talet, till exempel i Eggeby, Spånga socken, Uppland, där skriften lyder: "Ragnälv lät göra denna bro efter Anund, sin gode son. Gud hjälpe hans ande och själ bättre än han förtjänade. Inga minnesvårdar skola varda bättre. Modern gjorde denna efter sin ende son". En norsk variant är Ånund.
Namnet är mycket ovanligt nuförtiden. 2009-12-31 fanns det 194 män med namnet, varav 29 med det som tilltalsnamn.
Namnsdag: 1901–2000 hade Anund namnsdag 10 juli, men 2001 utgick Anund ur namnlängden.

## Personer med namnet
- Bröt-Anund, fornsvensk kung (600-talet) med tillnamn som betyder Anund (väg-)brytaren
- Anund, svensk kung kring 840-talet enligt Rimbert
- Anund Uppsale, svensk kung enligt isländska källor
- Anund Jakob, svensk kung (1022)
- Anund Gårdske, svensk kung (c. 1070) med tillnamn i betydelsen ryssen
- Anund Jonsson, biskop i Strängnäs stift 1275–1291
- Anund Sture, död 1360
- Anund Jonsson (Lejonansikte), död 1397, svenskt riksråd
- Anund Algotsson Sture (1410–1444)
- Anund Emundsson, svensk prins (död cirka 1056), son till kung Emund den gamle[3]